# Верещагина, Елена Эммануиловна
Елена Эммануиловна Верещагина (27 мая 1929, Ленинград, РСФСР, СССР) — советский и российский монтажёр фильмов.

## Биография
Елена Эммануиловна Верещагина родилась 27 мая 1929 года в городе Ленинграде.
Монтажёр киностудии «Ленфильм».
Член Союза кинематографистов России.

## Фильмография
1. 1967 — Мятежная застава (Режиссёр-постановщик: Адольф Бергункер)
2. 1971 — Дорога на Рюбецаль (Режиссёр-постановщик: Адольф Бергункер)
3. 1973 — Дверь без замка (Режиссёр-постановщик: Адольф Бергункер)
4. 1973 — Умные вещи (ТВ) (Режиссёр-постановщик: Анатолий Граник)
5. 1974 — Сержант милиции (ТВ) (Режиссёр-постановщик: Герберт Раппапорт)
6. 1979 — Открытая книга (ТВ) (Режиссёр-постановщик: Виктор Титов)
7. 1980 — Таинственный старик (Режиссёр-постановщик: Леонид Макарычев)
8. 1982 — Сквозь огонь (Режиссёр-постановщик: Леонид Макарычев)
9. 1983 — Место действия (ТВ) (Режиссёр-постановщик: Анатолий Граник)
10. 1984 — Ребячий патруль (ТВ) (Режиссёр-постановщик: Леонид Макарычев)
11. 1987 — Очень вас всех люблю (документальный) (Режиссёр-постановщик: Игорь Алимпиев)
12. 1997 — Улыбка (Режиссёр-постановщик: Сергей Попов)